# Pasilalie de Burja
La pasilalie de Burja est une pasilalie inventée par Abel Burja.